# Ланцет

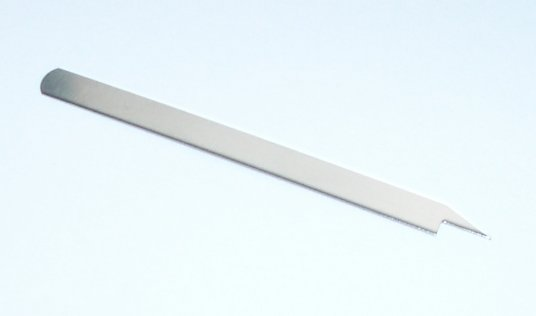
Хирургический ланцет

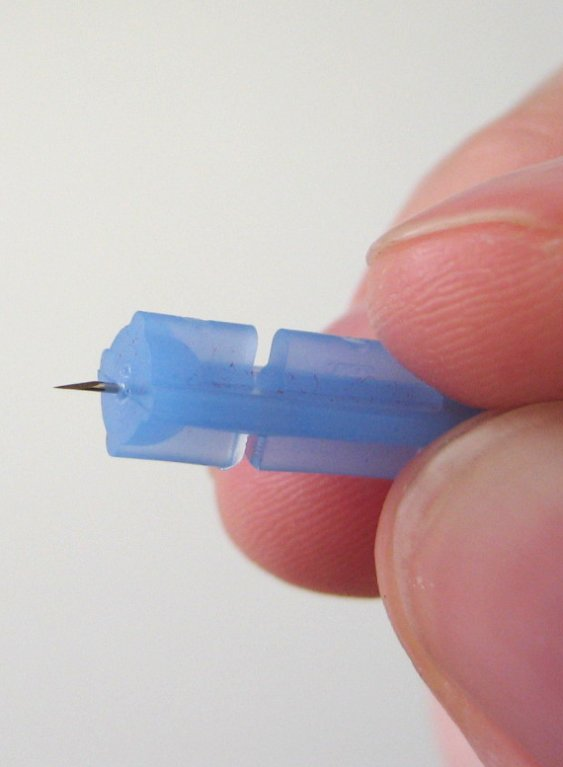
Автоланцет для взятия проб крови

Ланце́т (через фр. lancette, от лат. lancea — «копьё, пика») — колющий хирургический инструмент с обоюдоострым лезвием для вскрытия нарывов. В современной медицинской практике заменён скальпелем.
Сегодня под термином «ланцет» в медицине подразумевают ланцет для капиллярного забора крови или скарификатор. Представляет собой маленькую иглу для прокола кожи на пальце, обычно — стерильную, одноразовую. Часто ланцет конструктивно совмещают с небольшим сосудом для хранения забранной пробы крови, такую его разновидность называют «автоланцетом».

## Этимология
Название инструмента было заимствовано из немецкого Lanzette, которое восходит к французскому lancette, что, в свою очередь, — уменьшительное от lance — «копьё», от латинского lancea.

## В культуре
- За схожую с медицинским инструментом форму семейство простейших хордовых организмов получило название ланцетниковые
- Один из старейших медицинских журналов «The Lancet» назван в честь инструмента.